# Pogrom w Wysokiem Mazowieckiem (1936)
Pogrom w Wysokiem Mazowieckiem – to pogrom ludności żydowskiej dokonany w Wysokiem Mazowieckiem w dniu targowym 14 września 1936 roku, przez grupy młodzieży wiejskiej należącej do Stronnictwa Narodowego. 
W dwudziestoleciu międzywojennym Żydzi byli właścicielami wielu sklepów i warsztatów rzemieślniczych w Wysokiem Mazowieckiem. 
W 1936 doszło do pogromu ludności żydowskiej w Wysokiem Mazowieckiem. Podczas odbywania się targowiska do miasta zjechało wielu kupców żydowskich z Łomży, Białegostoku i okolicznych miasteczek. W godzinach porannych pojawiły się na targu grupy młodzieży wiejskiej należącej do Stronnictwa Narodowego, które terroryzowały kupców, domagając się opuszczenia targu, chłopów zaś nie dopuszczali do kramów żydowskich. Około godziny czwartej rozległ się sygnał gwizdkowy. Było to hasło do rozpoczęcia napadu na handlarzy. W ruch poszły kamienie i noże. Powstała panika.
Podczas zamieszek szczególnie dotkliwe były grabieże mienia żydowskiego, zniszczenia domów (wybito 300 szyb). W wyniku tego przejawu agresji ucierpiały 23 osoby. Natomiast według relacji zamieszczonej w Dzienniku Białostockim ze środy 16 września 1936 r. (nr. 258 s. 6.); 5 osób doznało kontuzji, w tym 4 żydów i 1 chrześcijanin. 
W celu opanowania zajść antyżydowskich musiała interweniować Policja Państwowa, która siłą przywróciła ład i porządek w mieście. Aresztowano sześciu przywódców zamieszek, którzy stanęli przed sądem w Łomży.